# Children of Madness
Children of Madness ist das zweite Album der Band Battlezone, auch bekannt als Paul Di’Anno’s Battlezone. Es erschien 1987 über Powerstation Records.

## Hintergrund
Nach dem Ende der Tour zum Vorgängeralbum Fighting Back verließ Schlagzeuger Bob Falck die Band, um zur US-amerikanischen band Overkill zu wechseln. Ebenso verließ Gitarrist John Hurley, der Hauptkomponist des Vorgängeralbums, die Band. Für Falck kam John Hopgood und als Gitarrist Graham Bath. Beide spielten vorher bei Persian Risk.
Für die Produktion zeichnete erneut Ian Richardson verantwortlich. Das Studio Village Recorders befand sich in Dagenham, Essex.
Kurz nach der Veröffentlichung zerbrach das Line-up. Die Band machte noch etwa ein halbes Jahr weiter, löste sich dann jedoch auf.

## Musikstil
Im Vergleich zum Vorgängeralbum war der Stil wesentlich amerikanischer und etwas softer als sein Vorgänger.

## Titelliste
Alle Songs wurden von Battlezone geschrieben.

### A-Seite
1. Rip It Up – 2:44
2. Overloaded – 3:16
3. Nuclear Breakdown – 4:48
4. Torch of Hate – 2:58
5. Children of Madness – 5:17

### B-Seite
1. I Don’t Wanna Know – 3:18
2. The Promise – 3:36
3. It’s Love – 3:35
4. Metal Tears – 5:57
5. Whispered Rage – 4:38

### Songinfos
Metal Tears handelt von einem Mann, der einen weiblichen Roboter baut und sich in diesen verliebt. Der Song klang ähnlich wie das Lied London vom Queensrÿche-Album Rage for Order, das ein jahr vorher erschien. Di’Anno, der den Song geschrieben hat, wurde mehrfach auf das vermeintliche Plagiat angesprochen, bezeichnete dies jedoch als Zufall.

## Wiederveröffentlichungen
Das Album wurde in Teilen auf den Kompilationen Warchild, the Best of Battlezone (1988, Powerstation Records) sowie Fighting Back / Children of Madness (Cherry Red Records) wiedergegeben, wobei auf Grund der Laufzeit der CD von maximal 80 Minuten der Song Overloaded gestrichen wurden. Vollständig enthalten ist es auf den Kompilationen Cessation of Hostilities (2001, Zoom Club Records), Paul Di’Anno’s Battlezone (2008, Mischief Music), Fighting Back (2011, Boxset, Mischief Music) und Killers in the Battlezone (3CD, Hear No Evil Recordings).